# Крістофер Майкл Гелген
Крістофер Майкл Гелген (англ. Kristofer Michael Helgen; нар. 14 березня 1980) — американський теріолог. Автор зоологічних таксонів.

## Біографія
У 2001 році він отримав ступінь бакалавра біології в Гарвардському університеті. Під час студентських років він інтенсивно працював над колекціями ссавців в Гарварді та багатьох великих музеях, подорожуючи до південної Африки та Австралії, щоб вивчати ссавців.
2001 року Гелген почав польове дослідження ссавців Нової Гвінеї, переїхавши до Аделаїди в Австралії. Він навчався в Університеті Аделаїди та Музеї Південної Австралії, спочатку за стипендію Фулбрайта, а потім за стипендію доктора філософії. Він виявляв великий інтерес до австралійської фауни, брав участь у польових експедиціях на Борнео, Тимор, Вануату та в різні місця на острові Нова Гвінея та співпрацюючи з музеями в різних країнах. Його докторська дисертація була зосереджена на систематиці та біогеографії ссавців Меланезії. У 2006 році, перебуваючи в Австралії, він одружився з біологинею Лорен Елізабет Джонстон. У 2007 році він отримав ступінь доктора філософії із зоології в Університеті Аделаїди.
Він переїхав до Вашингтона на постдокторську стипендію в Національному музеї природної історії Смітсонівського інституту під керівництвом Дона Вілсона. Будучи докторантом у Смітсонівському інституті, Кріс працював над класифікацією багатьох різних груп ссавців і брав участь у польових дослідженнях в Еквадорі, Борнео, Новій Гвінеї та інших місцях.

## Описані таксони
- Melomys paveli (вид гризунів, 2003)
- Mirimiri (рід кажанів, 2005)
- Hydromys ziegleri (вид гризунів, 2005)
- Pteralopex flanneryi (вид кажанів, 2005)
- Pseudohydromys germani (вид гризунів, 2005)
- Dyacopterus rickarti (вид кажанів, 2007)
- Leptomys arfakensis (вид гризунів, 2008)
- Leptomys paulus (вид гризунів, 2008)
- Mirzamys (рід гризунів, 2009)
- Mirzamys louiseae (вид гризунів, 2009)
- Mirzamys norahae (вид гризунів, 2009)
- Pteropus coxi (вид кажанів, 2009)
- Pteropus allenorum (вид кажанів, 2009)
- Pseudohydromys berniceae (вид гризунів, 2009)
- Pseudohydromys carlae (вид гризунів, 2009)
- Pseudohydromys eleanorae (вид гризунів, 2009)
- Pseudohydromys patriciae (вид гризунів, 2009)
- Pseudohydromys pumehanae (вид гризунів, 2009)
- Pseudohydromys sandrae (вид гризунів, 2009)
- Microhydromys argenteus (вид гризунів, 2010)
- Niumbaha (рід кажанів, 2013)
- Bassaricyon neblina (вид єнотових, 2013)